# Кёльви, Бент
Бент Кёльви (дат. Bent Kølvig; род. 28 апреля 1938) — датский шахматист.
Чемпион Дании (1962). В составе национальной сборной участник 3-х Олимпиад (1960—1964).